# Apedemak
Apedemak, dios protector del faraón nubio en las batallas, según la mitología egipcia. 

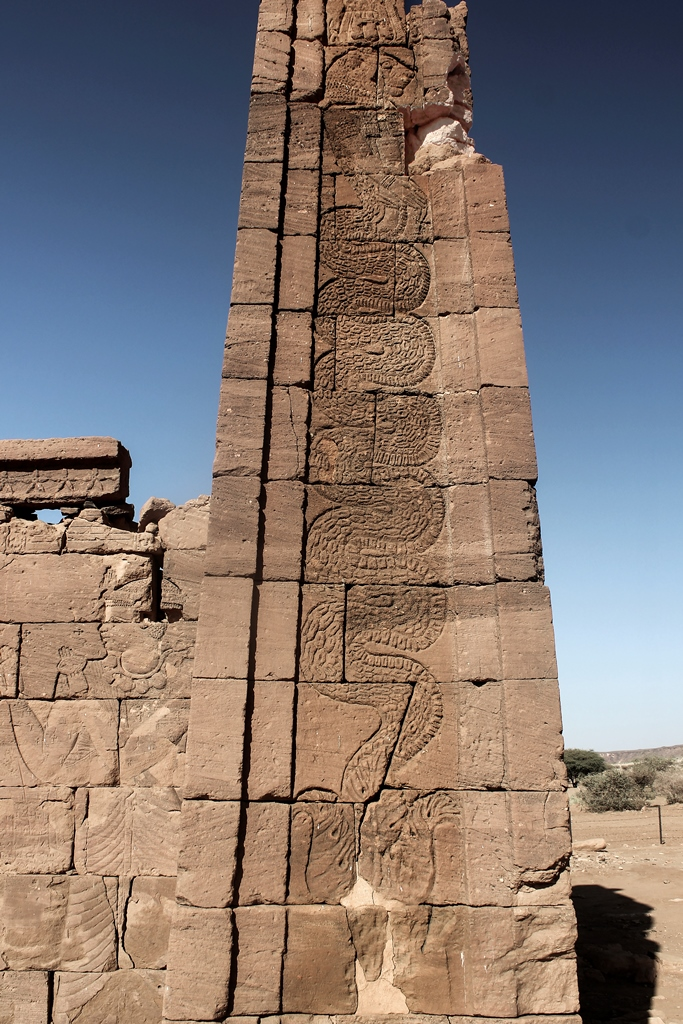
Templo del León de Naqa: Apedemak con cabeza de león saliendo como serpiente de un loto indio

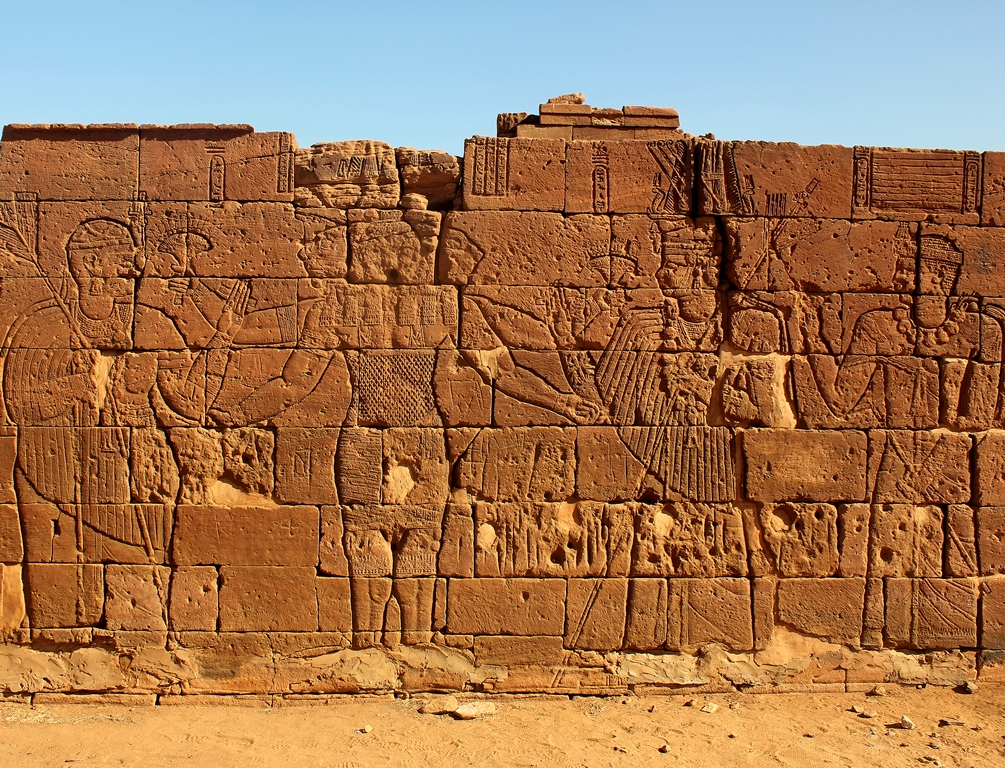
Apedemak con tres cabezas de león y cuatro brazos en el templo del León de Naqa

Fue el principal dios de Nubia, venerado en Naqa y tal vez Debod, donde es llamado Pa-ere-meky, nombre que significa "el protector", quizás su nombre en egipcio. 
En el templo de Naqa se le representa como un hombre con cabeza de león. Estaba casado con la diosa  Amesemi, de la cual hay representaciones en el templo de Naqa y en una columna de Mussawarat. 
Apedemak fue el dios dinástico de los reyes de la dinastía de Meroe. Ganó importancia porque era un dios de origen nubio y sustituyó progresivamente al dios principal Amón (Amani). Apedemak fue poco conocido en el Antiguo Egipto.
|  |

|  |

|  |

|  |

|  |

|  |

|  |

|  |

|  |

|  |

|  |

|  |